# 대한민국 민법 제369조
대한민국 민법 제369조는 부종성에 대한 민법 채권법 조문이다.

## 조문
제369조(부종성) 저당권으로 담보한 채권이 시효의 완성 기타 사유로 인하여 소멸한 때에는 저당권도 소멸한다.

第369條(附從性) 抵當權으로 擔保한 債權이 時效의 完成 其他 事由로 因하여 消滅한 때에는 抵當權도 消滅한다.

## 참고 문헌
- 오현수, 일본민법, 진원사, 2014. ISBN 978-89-6346-345-2
- 오세경, 대법전, 법전출판사, 2014 ISBN 978-89-262-1027-7
- 이준현 , LOGOS 민법 조문판례집, 미래가치, 2015. ISBN 979-1-155-02086-9

## 같이 보기
- 저당권